# Unreleased Art, Vol. 1: The Complete Abashiri Concert – November 22, 1981
Unreleased Art, Vol. 1: The Complete Abashiri Concert – November 22, 1981 ist ein posthumes Album des Altsaxophonisten Art Pepper. Die am 22. November 1981 in Abashiri auf der Insel Hokkaidō entstandenen Aufnahmen erschienen am 1. Oktober 2006 auf Widow’s Taste, dem Label seiner Witwe Laurie Pepper. Damit begann eine Serie von Veröffentlichung aus Peppers Nachlass mit dem Titel Unreleased Art.

## Hintergrund
Trotz seiner prekären Gesundheit, die durch jahrzehntelangen Drogenmissbrauch beeinträchtigt war, trat Art Pepper in den letzten sieben Jahren seines Lebens häufig auf und ließ die Auftritte mitschneiden. Nach Peppers Tod 1982 erschien eine enorme Menge an Material aus diesen Jahren. Laurie Pepper gab seit 2006 bislang unveröffentlichte Aufnahmen von Art Pepper auf ihrem Label Widows Taste heraus. Die vorliegenden Aufnahmen entstanden bei Peppers letzter Japan-Tournee sieben Monate vor seinem Tod. Unterstützt von einem seiner Lieblingsquartette – mit George Cables am Piano, David Williams am Bass und Carl Burnett am Schlagzeug, spielte Pepper bei dem Konzert 1981 in Abashiri neben Eigenkompositionen Bop-Standards (Monks Rhythm-A-Ning), Bluesnummern und einen Samba-Titel (Besame Mucho), des Weiteren die Ballade Body and Soul, die selten in Peppers Repertoire auftaucht.
Es gibt einige schwerwiegende technische Störungen: For Freddie wird nach nur 41 Sekunden ausgeblendet, um wieder aufzutauchen, wenn die Aufführung in einen anderen musikalischen Kontext übergegangen ist. Laurie Pepper sagte dazu, dies sei darauf zurückzuführen, dass sie die Kassette umdrehen mussten. Landscape beginnt mit einem Einblenden in ein laufendes Klaviersolo.

## Titelliste

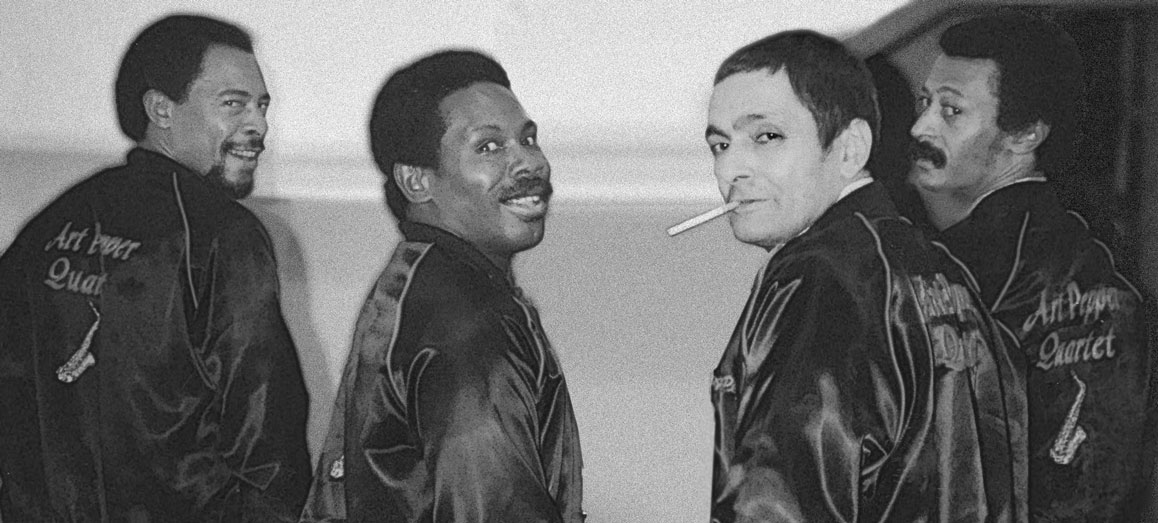
Art Peppers letztes Quartett, mit David Williams, George Cables und Carl Burnett

- Art Pepper: Unreleased Art, Vol. 1: The Complete Abashiri Concert - November 22, 1981 (Widow’s Taste APMC 06001)[1]
- CD 1
  1. Landscape (Art Pepper) 10:45
  2. Besame Mucho (Consuelo Velázquez) 15:08
  3. Red Car (Art Pepper) 12:43
  4. Goodbye (Gordon Jenkins) 10:37
  5. Straight Life (Art Pepper) 8:16
- CD 2
  1. Road Waltz (Art Pepper) 12:51
  2. For Freddie (Part One) (Art Pepper) 0:41
  3. For Freddie (Part Two) (Art Pepper) 8:41
  4. Body and Soul (Heyman, Eyton, Green, Sour) 13:30
  5. Talking (Art Pepper) 0:33
  6. Rhythm-A-Ning (Thelonious Monk) 12:53
  7. Blues Encore (Inc.) (Art Pepper) 2:15

## Rezeption
Richard S. Ginell verlieh dem Album in AllMusic vier Sterne und schrieb, Peppers Altsaxophonspiel sei sieben Monate vor seinem Tod völlig unbeeinträchtigt. Peppers Spiel sei bei dem Mitschnitt „durchweg außergewöhnlich, egal ob es darum geht, Raketen nach außen zu schicken, die Bop-Linie zu leiten, lyrisch zu spielen oder bis hin zum einfachen Soul-Jazz zu gelangen.“
Marc Medwin schrieb in All About Jazz, Volume 1 enthalte eine der besten Rhythmusgruppen, die Pepper je eingesetzt habe. Die Darbietung strotze vor unterschiedlichen Emotionen und Intensitäten. Ein besonders belebender Moment trete auf, wenn die Band bei einer luftdichten Version von „Besame Mucho“ einen höheren Gang einlegt. Das wichtigste Highlight, eines unter vielen, sei zweifellos die herzzerreißende Interpretation von Body and Soul, die auch eines der schönen Soli von Cables enthalte; nur wenige könnten eine Ballade wie Art Pepper zum Laufen bringen. Das japanische Publikum sei mehr als überschwänglich gewesen, da das Quartett die Show mit einer würzigen Version von Monks Rhythm-A-Ning abschließt.

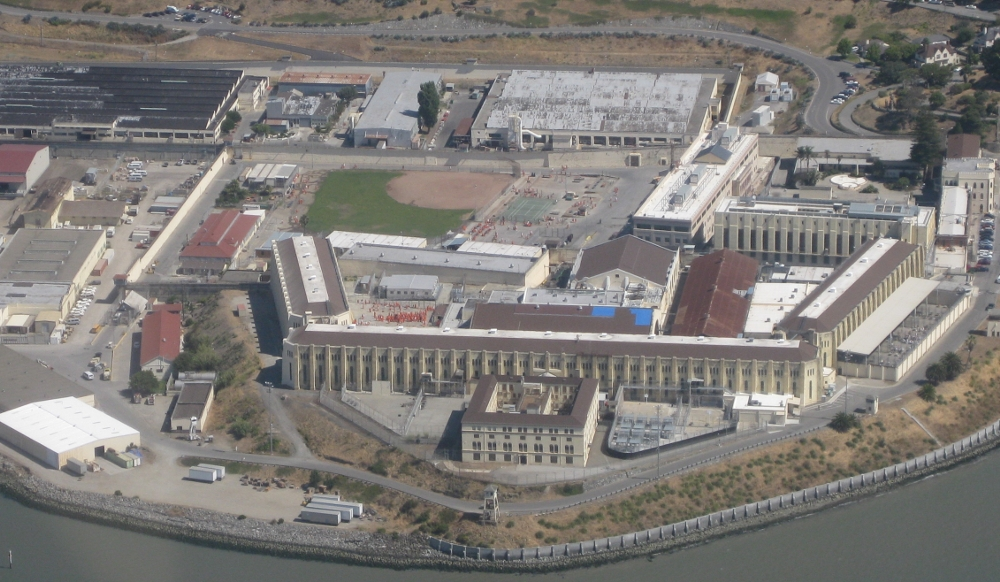
Luftaufnahme des Gefängnisgeländes von San Quentin State Prison

Will Friedwald notierte in prosaischer Weise: „Wie die Geister am Ende von Thornton Wilders Unsere kleine Stadt blickt er zurück und denkt darüber nach, was er vermissen wird, wenn er die Welt hinter sich lässt: Abschied von heißen Abendessen und heißen Girls, Abschied von Mädchen mit schlechten Einstellungen in engen Kleidern, Abschied von One-Night-Stands sowohl musikalischer als auch persönlicher Art, Abschied von Schecks, Abschied von anderen Sträflingen, Abschied vom Üben, Lernen und Aufnehmen von Charlie Parker, Lester Young, Benny Carter bis hin zu schlechten Klavieren und quietschendem Rohrblatt, Abschied von Drogenkliniken und Rehas, Abschied von Stan Kenton und Buddy Rich, Abschied von Groupies und Roadies, Abschied vom Los Angeles County Jail und von San Quentin.“